# Plemiona celtyckie
Plemiona celtyckie – grupy ludności celtyckiej zamieszkujące w starożytności obszar Europy i Azji Mniejszej.

## Europa zachodnia

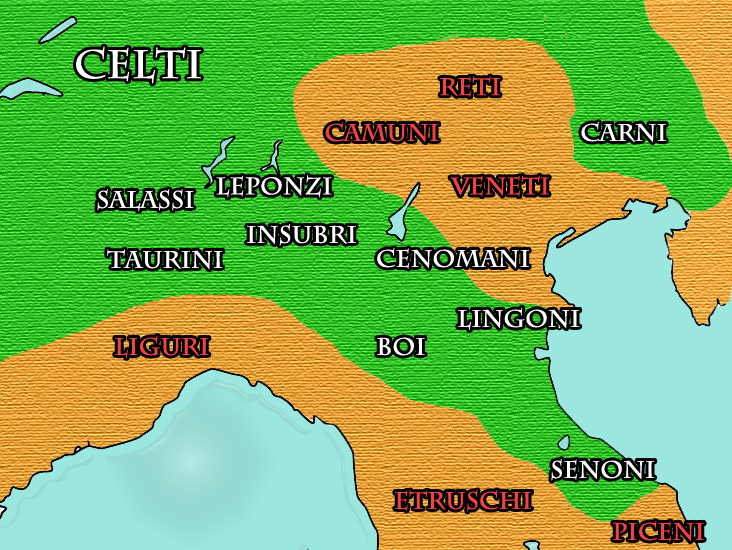
Rozmieszczenie plemion galijskich w Galii Cisalpińskiej w IV-III w. p.n.e.

### Galia Przedalpejska(Gallia Cisalpina)
- Bojowie (Boii)
- Lingonowie (Lingoni)
- Senonowie (Senones)
- Cenomanowie (Cenomani)
- Insubrowie (Insubri)
- Karnowie (Carni)
- Taurynowie (Taurini)

Plemiona zamieszkujące zachodnią Europę kontynentalną w I wieku p.n.e. (Galowie):

### Galia Narbońska (Gallia Narbonensis)
Terytoria położone na zachód od Rodanu:
- Wolkowie (Volcae) podzieleni na: Wolków Arekomików (Volcae Arecomici) zamieszkujących okolice Nemausus (dzisiejsze Nîmes) oraz Wolków Tektosagów (Volcae Tectosages) w okolicach Tolosy (dzisiejsza Tuluza)
- Helwiowie (Helvi)
- Arwernowie (Arverni - "rolnicy, oracze")

Środkowy brzeg Rodanu:
- Trykastynowie (Tricastini)

Lewy brzeg Rodanu:
- Salluwiowie (Salluvi) – wymieszani z Ligurami, dlatego często określani jako Celto–Ligurowie
- Wokoncjowie (Vocontii)
- Allobrogowie (Allobroges – "z innego kraju")

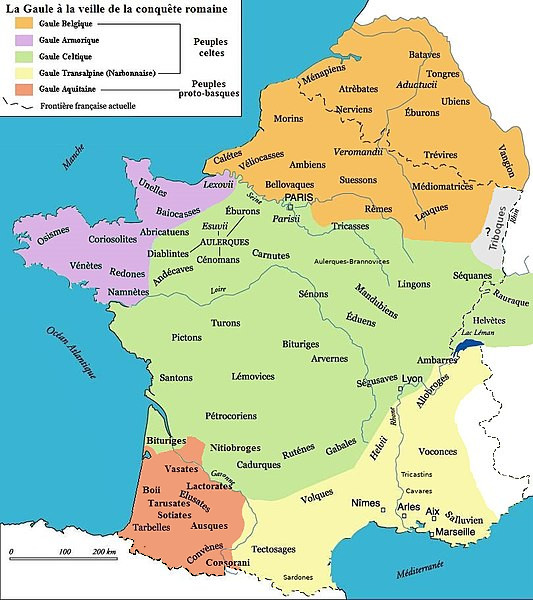
Orientacyjne rozmieszczenie plemion galijskich, 58 r. p.n.e.

### Akwitania(Gallia Aquitania)
- Tarbellowie (Tarbelli – "ludzie byka")
- Auskowie (Ausci)
- Eluzatowie (Elusates)
- Bigerrionowie (Bigerriones)
- Bojowie (Boii)

### Galia "celtycka", zwana Celtyką
- Wellawowie (Vellavi – "najlepsi")
- Gabalowie (Gabali)
- Gesatowie (Gaesatae)
- Rutenowie (Ruteni)
- Kwariaci (Quariates)
- Kadurkowie (Cadurci – "bojownicy")
- Eduowie (Aedui – "gwałtowni")
- Segusjawowie (Segusiavi – "potężni")
- Ambarrowie (Ambarri)
- Insubrowie (Insubres)
- Lingonowie (Lingones)
- Mandubiowie (Mandubii – "ludzie z Doubs")
- Aleurkowie Brannowikowie (Aleurci Brannovices)
- Sekwanowie (Sequani – "ludzie Sekwany")
- Helwetowie (Helvetii – "leśni")
- Leukowie (Leuci – "lśniący")
- Trykassowie (Tricasses, cass – "wyróżniający się, miły; szybki")
- Meldowie (Meldi – "łagodni, spokojni")
- Senonowie (Senones – "dawni")
- Paryzjowie (Parisii – "działający")
- Karnutowie (Carnutes)
- Biturygowie Kubowie (Bituriges Cubi, Bituriges – "królowie świata")
- Turonowie (Turoni)
- Piktonowie (Pictones, Pictavi)
- Lemowikowie (Lemovices)
- Petrokoriowie (Petrocorii – "cztery kohorty")
- Wasatowie (Vasates)
- Biturygowie Wiwiskowie (Bituriges Vivisci)
- Nitiobrygowie (Nitiobriges – "mocni w boju")
- Lexowiowie (Lexovii)
- Saluwiowie (Salluvii)
- Sejowie (Seii)
- Widukassowie (Viducasses)
- Essuwiowie (Essuvii)
- Brannowikowie (Brannovices)
- Aulerkowie Eburowikowie (Aulerci Eburovices)
- Aulerkowie Cenomanowie (Aulerci Cenomani)
- Aulerkowie Diablintowie (Aulerci Diablintes)

### Armoryka(ArmoricalubAremorica)
- Bajokassowie (Baiocassi)
- Unellowie (Unelli)
- Abrykatuowie (Abricatui)
- Andowie/Andekawowie (Andes, Andecavii)
- Koriosolici (Coriosolites, Coriosolitae)
- Namnetowie (Namnetes – "ludzie doliny")
- Redonowie (Redones – "biegnący")
- Osysymowie (Osismi – "bardzo wysocy")
- Wenetowie (Veneti)

### Belgia(Gallia Belgica)
- Weliokassowie (Veliocasses – "skromni i znakomici")
- Kaletowie (Caleti)
- Bellowakowie (Bellovaci – "wojownicy")
- Sylwanektowie (Silvanectes – "leśni")
- Ambianowie (Ambiani – "mieszkający po dwóch stronach rzeki")
- Wiromanduowie (Viromandui – "posługujący się końmi pociągowymi")
- Atuatukowie (Atuatuci)
- Menapiowie (Menapii)
- Nerwiowie (Nervii – "ludzie mocni")
- Morynowie (Morinii – "morscy")
- Atrebatowie (Atrebates)
- Suessjonowie (Suessiones – "dobrze osiedleni")
- Remowie (Remi – "pierwotni")
- Katuwellaunowie (Catuvellauni – "najlepsi w boju")
- Mediomarykowie (Mediomatrici – "ci, co są pośrodku obydwu Matra", czyli rzek Marny i Modery nazywanych Matrona i Matra)

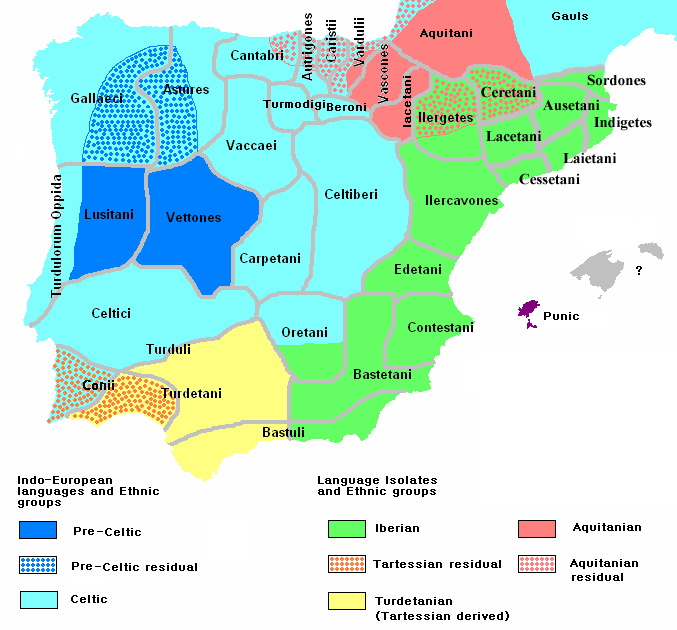
Orientacyjne rozmieszczenie plemion na Półwyspie Iberyjskim ok. 200 r. p.n.e.

- Trewerowie (Treveri – "mieszkańcy")
- Trybokowie (Triboci)
- Nemetowie (Nemetes – "uświęceni"),
- Eburonowie (Eburones, celt. eburo -"cis")

## Półwysep Iberyjski
- Celtyberowie
- Asturowie
- Gallekowie
- Kantabrowie

## Wyspy Brytyjskie

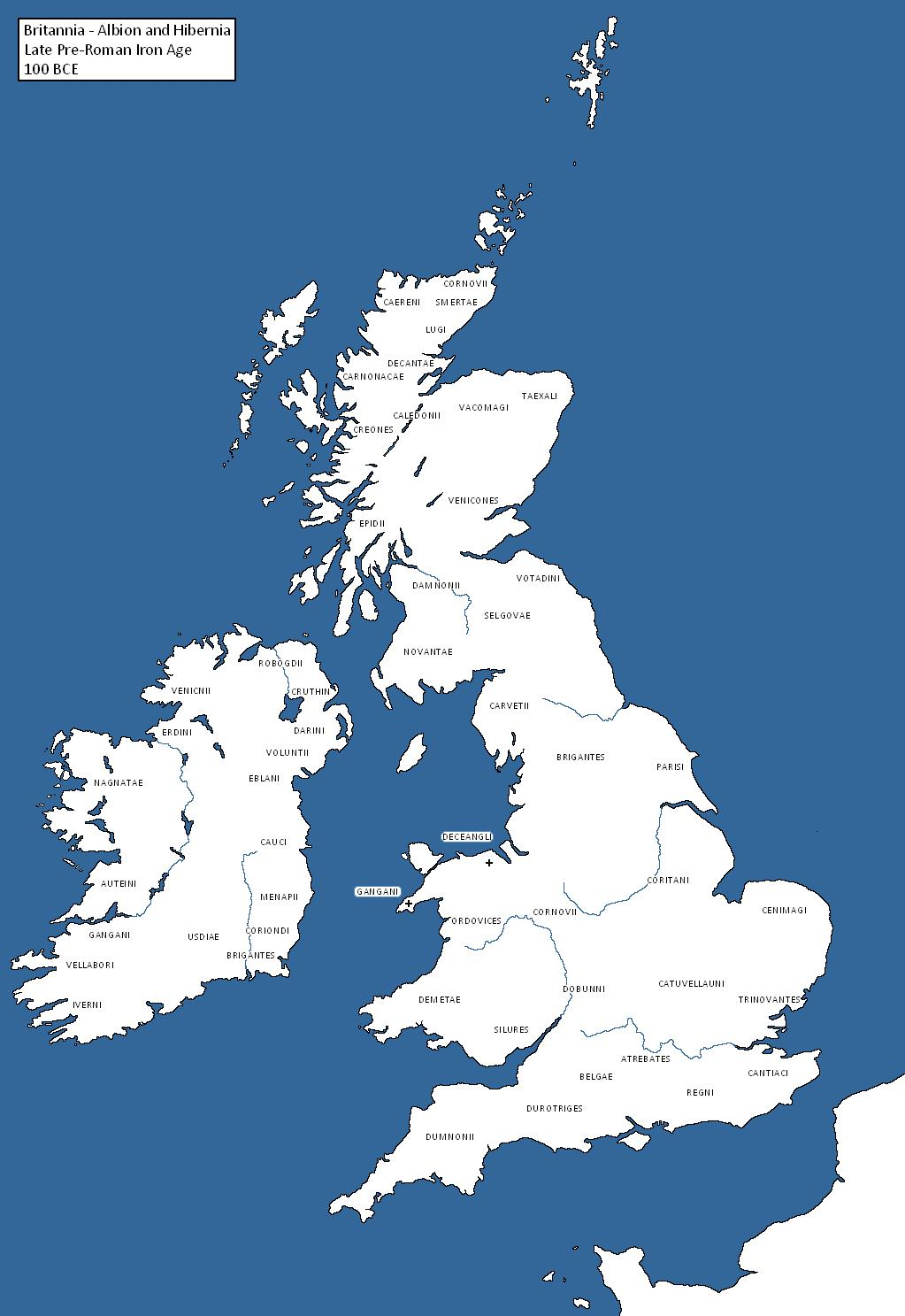
Orientacyjne rozmieszczenie plemion na Wyspach Brytyjskich ok. 100 r. p.n.e.

Plemiona zamieszkujące Wyspy Brytyjskie (I wiek n.e):
- Dumnonowie (Dumnonii)
- Durotrygowie (Durotriges)
- Belgowie (Belgae)
- Atrebatowie (Atrebates)
- Regnowie (Regnenses, Regni)
- Kantiowie (Cantii, Cantiaci)
- Katuwellaunowie (Catuvellauni)
- Trynowantowie (Trinovantes)
- Dobunnowie (Dobunni)
- Demetowie (Demetae)
- Dekangowie/Ceangowie (Decangi, Ceangi)
- Sylurowie (Silures)
- Icenowie (Iceni)
- Korytanie (Coritani)
- Ordowikowie (Ordovices)
- Kornowiowie (Cornovii)
- Brygantowie (Brigantes)
- Parisjowie (Parisii)

### na północ odWału Hadriana
- Selgowie (Selgovae)
- Otadynowie/Wotadynowie (Otadini, Votadini)
- Nowantowie (Novantae)
- Damnonie (Damnonii)

### na północ odWału Antonina
- Kaledończycy (Caledonii)
- Kornawiowie (Cornavii)
- Werturionowie (Verturiones)

### plemionapiktyjskiei małe królestwa celtyckie
- Cumbria – Brytonowie
- Brytonowie ze Strathclyde
- Goddodin
- Lothian
- Cinél Comgaill lub Gabrain
- Fortrenn
- Fib
- Circenn
- Athfótla
- Cinél Loairn
- Cinél Baetain
- Scetis
- Cait

## Europa środkowa i wschodnia

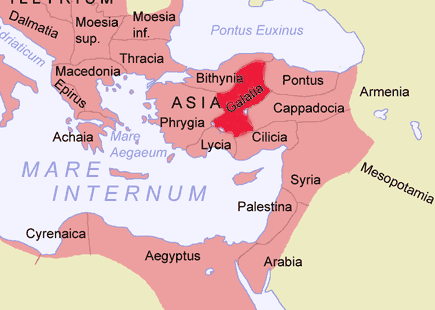
Galacja w czasach rzymskich

- Bojowie (Boii)
- Kotynowie (Cotini)
- Erawiskowie (Eravisci)
- Sedunowie (Seduni)
- Skordyskowie (Scordistae)
- Tauryskowie (Taurisci)
- Tulingowie (Tulingi)
- Uberowie (Uberii)
- Windelikowie (Vindelici)

## Azja Mniejsza
Plemiona galackie:
- Tektosagowie (Tectosages)
- Tolistobogowie (Tolistobogii)
- Trokmowie (Trocmi)